# A Mind Of Its Own
«A Mind of its Own» es una canción de la cantautora británica Victoria Beckham. Fue publicado el 11 de febrero de 2002 como el segundo sencillo de su álbum debut homónimo lanzado en 2001.

## Lista de canciones
- UK CD

1. «A Mind of its Own» - 3:48
2. «Always Be My Baby» - 3:31
3. «Feels So Good» - 3:47

- UK DVD

1. «A Mind Of It's Own» - 3:50 [Videoclip]
2. «Always Be My Baby» - 3:31
3. «Feels So Good» - 3:47
4. Victoria 'Behind The Scenes' At The Video Shoot - 2:45

## Posicionamiento en listas
| Lista (2002)                           | Mejor posición |
| -------------------------------------- | -------------- |
| Escocia (Scottish Singles Sales Chart) | 7              |
| Reino Unido (UK Singles Chart)         | 6              |